# HC 스파르타크 모스크바
HC 스파르타크 모스크바(러시아어: ХК Спартак Москва)는 1946년 창단된 러시아 모스크바의 프로 아이스하키팀이다. 현재 콘티넨탈 하키 리그에 참가하고 있으며 홈구장은 메가스포르트이다.